# Peter Fleischer (Politiker)
Jens Theodor Peter Fleischer (* 25. August 1904 in Ikerasak; † September 1977) war ein grönländischer Landesrat.

## Leben
Peter Fleischer war der Sohn des Küfers Knud Gelmyden Fleischer und seiner Frau Marie Magdalene Hansine Andersen. Die Familie Fleischer war mehrere Generationen lang in der Kolonieverwaltung tätig. So arbeitete auch Peter 45 Jahre lang bei Den Kongelige Grønlandske Handel. Er war Mitglied des Gemeinderats, des Sysselrats und saß von 1945 bis 1954 zwei Perioden lang im Landesrat. Zudem war er als Kreisrichter tätig. Er war Träger der Kongelige Belønningsmedalje mit Krone, die ihm 1952 vom Königspaar überreicht wurde.